# 库利科沃农村居民点
库利科沃农村居民点（俄语：Куликовское сельское поселение）是俄罗斯联邦伊万诺沃州伊万诺沃区所属的一个农村居民点。其下辖有34个居民点，行政中心为库利科沃。据2016年统计，该农村居民点的人口为1938人。